# Kadodara
Kadodara là một thị trấn thống kê (census town) của quận Surat thuộc bang Gujarat, Ấn Độ.

## Nhân khẩu
Theo điều tra dân số năm 2001 của Ấn Độ, Kadodara có dân số 14.819 người. Phái nam chiếm 68% tổng số dân và phái nữ chiếm 32%. Kadodara có tỷ lệ 68% biết đọc biết viết, cao hơn tỷ lệ trung bình toàn quốc là 59,5%: tỷ lệ cho phái nam là 77%, và tỷ lệ cho phái nữ là 50%. Tại Kadodara, 12% dân số nhỏ hơn 6 tuổi.